# Doorslagspanning
Het begrip doorslagspanning wordt gebruikt bij isolators, diodes en gasontladingslampen zoals tl-lampen. Het betreft de spanningsgrootte waarbij een isolerend medium (onbedoeld) elektrische stroom begint te geleiden.

## In de praktijk

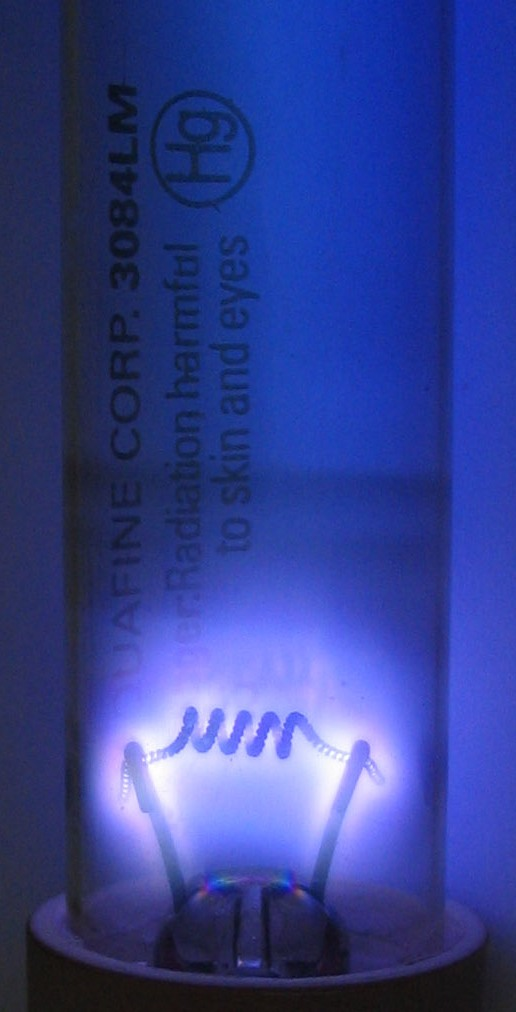
Een germicidale lamp, een voorbeeld van een gasontladingslamp

### Isolatoren
Bij isolatoren staat de doorslagspanning voor de elektrische spanning waarbij de isolator zijn isolerend vermogen verliest en geleidend wordt. In vaste stoffen leidt dit vaak tot een chemische reactie, waardoor een continu geleidend pad ontstaat. In de volksmond: de isolator verbrandt.

### Diodes
Bij diodes is de doorslagspanning de spanning waarbij de diode ook in sperrichting gaat geleiden. Meestal raakt hierdoor de diode defect, maar er zijn ook diodes (b.v. de zenerdiode en de diac) waarbij dit niet gebeurt, en waarbij van dit effect dankbaar gebruikgemaakt wordt.

### Gasontladingslamp
Om een gasontlading op gang te brengen is een hoge elektrische veldsterkte nodig. De altijd aanwezige zeer kleine hoeveelheid geladen deeltjes, bijvoorbeeld ten gevolge van natuurlijke radioactiviteit worden dan zodanig versneld dat ze voldoende energie krijgt om moleculen in het gas te ioniseren. Daardoor ontstaan er behalve positief geladen ionen ook vrije elektronen. De elektronen kunnen door hun kleine massa, en omdat ze door hun kleine afmeting minder kans lopen ergens tegen aan te botsen, zeer sterk versneld worden voordat ze weer tegen een atoom of molecuul botsen, en een nieuw ion-elektron paar genereren. Als de veldsterkte voldoende hoog is ontstaat een lawine-effect, waarbij steeds meer elektronen en ionen gevormd worden, en kan in de boogontlading een zeer hoge stroomdichtheid worden bereikt. Als dit lawine effect optreedt spreken we van doorslag. De hoge elektrische veldsterkte nodig voor het starten van de gasontlading kan worden bereikt door een elektrische hoge spanning (bijvoorbeeld een bobine bij de bougies van een auto) of door een kleine afstand tussen de elektroden waartussen de ontlading plaatsvindt (bij elektrisch lassen). Als de doorslag eenmaal heeft plaatsgevonden zal de spanning over de boog meestal sterk dalen, als er een externe stroombegrenzing is. Als deze niet of beperkt aanwezig is zal de stroomsterkte zeer sterk toenemen.